# Deutsche Rundstrecken-Meisterschaft
Die Deutsche Rundstrecken-Meisterschaft war eine Rennsportserie für Tourenwagen und GT-Fahrzeuge, die von 1960 bis 1971 ausgetragen wurde. Sie wurde erstmals 1960 von der ONS ausgeschrieben, um dem sich seit den späten 1950er Jahren zunehmender Beliebtheit erfreuenden Tourenwagen-Sport eine neue Motorsport-Plattform zu bieten. Abgelöst wurde sie 1972 von der Deutschen Rennsport-Meisterschaft (DRM), die sich sowohl durch eine Vereinfachung der Rennkategorien als auch durch die Professionalisierung der Renneinsätze auszeichnete.
Für Amateurfahrer gründete die ONS als kostengünstige Alternative zur DRM 1972 den Deutschen Rundstrecken Pokal, der bis 1981 ausgetragen wurde.

## Geschichte

### Hintergründe
Im Automobilsport entwickelten sich in den Jahren vor und nach dem Zweiten Weltkrieg Formel-Rennwagen und Sportwagen als eigenständige Kategorien, mit denen vorwiegend auf permanenten als auch temporären Rennstrecken gefahren wurde. Dagegen fanden serienmäßige Straßenfahrzeuge zunächst nur bei Sternfahrten Verwendung, aus denen sich die Rallies, mit der Rallye Monte Carlo als ältester und bekanntester Veranstaltung, entwickelten. Seit den 1950er Jahren kamen Straßenfahrzeuge jedoch in wachsendem Maße auch bei Rundstrecken-Rennen zum Einsatz. Neben Großveranstaltungen wie Grands Prix oder Sportwagen-Rennen, in denen Nebenrennen mit weitgehend serienmäßigen Tourenwagen ausgetragen wurden, etablierten sich Serienfahrzeuge auch im Breitensport, der auf temporär abgesperrten Rennstrecken wie Stadtkursen, Bergrennstrecken oder Flugplätzen durchgeführt wurde.
Mit der Ausschreibung einer Automobil-Rundstrecken-Meisterschaft wurde 1960 die erste Tourenwagen-Meisterschaft in Deutschland geschaffen. Sie war an Privatfahrer und -teams gerichtet, die mit serienmäßigen, nur behelfsmäßig für den Rennbetrieb hergerichteten Autos teilnehmen sollten. Die An- und Abreise zu den Rennveranstaltungen auf eigener Achse gehörte dabei zum Konzept der Serie. Durch die Einrichtung mehrerer Hubraumklassen, die auch getrennt gewertet wurden, sollte eine Chancengleichheit zwischen verschiedenen Autotypen geschaffen werden. Außerdem ließen sich dadurch große Starterfelder anlocken und für Zuschauer attraktive Renntage mit mehreren hintereinander durchgeführten Rennen gestalten.
Bei der Gründung wurde die Rennserie bis 1966 Deutsche Rundstrecken-Meisterschaft für Tourenwagen (DRMfT) genannt. Ab 1967 bis zur Ablösung 1971 durch die DRM wurde sie als Deutsche Automobil-Rundstrecken-Meisterschaft (DARM) abgehalten. Von 1972 bis 1981 bildete der von der ONS gegründete Deutsche Rundstrecken-Pokal (DRP), als kostengünstige Alternative zur professionellen DRM, die neue Einsteiger- und Amateur-Rennserie für den Tourenwagenmotorsport.

### Rennstrecken
Die Rennen der Rundstrecken-Meisterschaft wurden auf verschiedenen deutschen Rennstrecken durchgeführt. Dabei fanden sowohl renommierte Rundkurse wie der Nürburgring und der Hockenheimring als auch temporäre Kurse wie der Norisring, die Solitude-Rennstrecke, die Berliner AVUS und Flugplatzkurse wie der Fliegerhorst Pferdsfeld, Diepholz, Mainz-Finthen oder Neubiberg bei München Verwendung. Einige der Rennen wurden im Rahmen von Großveranstaltungen wie dem ADAC-1000-km-Rennen oder dem deutschen Formel-1-Grand-Prix abgehalten. Die Nutzung temporärer Rennstrecken kam dem Breitensport-Charakter der Meisterschaft entgegen.

### Fahrzeuge
Im Laufe der 1960er Jahre kam eine Vielzahl unterschiedlicher Fahrzeuge zum Einsatz, die ein Spiegelbild des Alltagsverkehrs auf den deutschen Straßen gaben. Eine hohe Präsenz hatten besonders die deutschen Hersteller NSU, DKW, Glas und BMW sowie Alfa Romeo, Jaguar, Fiat und Volvo, die sich bei sportlich ambitionierten Privatfahrern großer Beliebtheit erfreuten.
Der Amateursport-Anspruch wurde jedoch schon ab 1961 durch das Werksengagement einzelner Hersteller zunehmend in den Hintergrund gedrängt. In jener Saison stieg BMW mit dem BMW 700 Coupé in die Deutsche Rundstrecken-Meisterschaft ein, das nicht nur in den Folgejahren seine Klasse dominierte, sondern schon im ersten Jahr durch Walter Schneider den Meistertitel einfahren konnte. 1964 setzte BMW mit dem werksseitigen Einsatz des BMW 1800 TI einen weiteren Akzent und gewann durch Hubert Hahne erneut die Gesamtwertung. Gegen Mitte der 1960er Jahre konzentrierte sich BMW aber auf die Tourenwagen-Europameisterschaft und überließ die Rundstrecken-Meisterschaft wieder den – zahlreich auf BMWs antretenden – Privatfahrern. Ab 1969 folgte Ford dem Vorbild von BMW und trat zunächst mit dem neuen Ford Escort TwinCam an, später gefolgt vom Ford Capri. Mit seinen Werksfahrern Dieter Glemser und Jochen Mass konnte Ford die Meisterschaften 1969 und 1971 für sich entscheiden und stellte mit seinem professionellen Engagement die Weichen für die Ablösung der Rundstrecken-Meisterschaft durch die Deutsche Rennsport-Meisterschaft (DRM).

### Fahrer
Die Rundstrecken-Meisterschaft war für den Breitensport konzipiert, weshalb hauptsächlich Privatfahrer an den Start gingen, die den Motorsport mehr oder weniger als Hobby betrieben. Zahlreiche Rennfahrer wie Egon Evertz, Josef Schnitzer, Helmut Kelleners, Wolf-Dieter Mantzel, Jochen Mass, Manfred Spiess, Hannelore Werner oder Erich Bitter machten sich in der Rundstrecken-Meisterschaft einen Namen. Aber auch bereits namhafte Piloten wie Hubert Hahne, Walter Schneider, Albert Pfuhl, Eberhard Mahle oder Jochen Neerpasch traten in der Serie an.
Als Rennserie für den Breitensport bot die Rundstrecken-Meisterschaft auch Platz für zahlreiche Herrenfahrer, die teilweise unter Pseudonymen in den einzelnen Rennen antraten. Bekannt wurden vor allem die beiden Auto-Händler Peter Lindner und Peter Nöcker, die mit den von ihnen auch privat erfolgreich vertriebenen Jaguar Mk. II 3.8 in den Jahren 1961 und 1963 jeweils eine Meisterschaft gewinnen konnten. Mit der wachsenden Professionalisierung der Serie durch das Engagement großer Werke und den Einsatz professioneller Rennfahrer wurden die Herrenfahrer aber auch in der DARM ab Mitte der 1960er Jahre zunehmend an den Rand gedrängt. Damit zeichnet sich der rasante Wandel des Tourenwagen-Sports ab, der sich von Amateur-Rennen in den 1950er Jahren zu einem Profi-Sport ab Ende der 1960er Jahre entwickelt.

## Reglement

### Klasseneinteilungen
Bedingt durch die Vielzahl verschiedenster Auto- und Motorkonzepte in der Nachkriegszeit, wurde für die Deutsche Automobil-Rundstrecken-Meisterschaft ein Klassen-System eingeführt, das unterschiedlichen Fahrzeugen den Kampf um Meisterschaftspunkte ermöglichte. Zum Start der Rennserie 1960 wurden die Motor-Kategorien bis 600 cm³, bis 700 cm³, bis 850 cm³, bis 1000 cm³, bis 1300 cm³, bis 1600 cm³, bis 2000 cm³, bis 2500 cm³ und über 2500 cm³ eingerichtet. Diese Kategorien-Einteilung wurde, mit leichten Anpassungen, grundsätzlich bis zum Ende der Serie 1971 beibehalten.
Während die kleineren Motorkategorien überwiegend hohe Teilnehmerzahlen hatten, traten in den größeren Kategorien meist wenige Autos an. Die Dominanz einzelner Fahrer in ihren Kategorien, und damit der Erfolg in der Meisterschaftswertung, hing insofern auch von der Konkurrenzsituation in den jeweiligen Klassen ab. Das konnte leicht zu Verzerrungen führen, da weniger begabte Piloten in wenig umkämpften Kategorien leichter zu Meisterschaftspunkten kamen als talentiertere Piloten in stark umkämpften Kategorien. Auch die Vielzahl der Starterklassen, die gerade zum Ende der Meisterschaft in den frühen 1970er Jahren mit der engen Staffelung der Motorgrößen in den unteren Regionen nicht mehr den Gegebenheiten des Alltags entsprach, rief Kritik hervor. Auf der Grundlage dieser Kritik wurde schließlich 1972 die Deutsche Rennsport-Meisterschaft (DRM) ins Leben gerufen, in der nur noch zwei Kategorien – unter und über 2000 cm³ – zugelassen waren.

### Gruppeneinteilungen
Zur Anfangszeit der Rundstrecken-Meisterschaft waren die technischen Rahmenbedingungen noch nicht streng geregelt, es waren lediglich Serienfahrzeuge gefordert, die in nur begrenztem Rahmen technisch verändert werden durften. Das Aufkommen von für den Sportbetrieb ausgelegten Serienfahrzeugen wie dem BMW 1800 TI oder dem Alfa Romeo GTA zeigte gegen Mitte der 1960er Jahre jedoch die Grenzen dieser laxen Reglementierung auf.
Darum führte die FIA 1966 ein neues Regelwerk ein, das zwischen normalen und modifizierten Fahrzeugen differenzierte. Für die Deutsche Automobil-Rundstrecken-Meisterschaft wurden die Bestimmungen der Gruppe 2 maßgebend, die schließlich auch im Reglement der 1972 gegründeten DRM mündeten.

### Punktevergabe
Die Punkte in der DRMfT und DARM wurden in jeder der einzelnen Hubraumklassen vergeben, sodass die Sieger der verschiedenen Klassen jeweils die gleiche Punktezahl erhielten. Daraus resultierte, dass Piloten verschiedener Starterklassen gleich viele Punkte sammeln konnten, weshalb in mehreren Jahren mehrere Fahrer ex aequo den Meistertitel erlangten.
Die Punkte wurden nach folgendem Schema vergeben:
| Punktesystem | Punktesystem | Punktesystem | Punktesystem | Punktesystem | Punktesystem | Punktesystem | Punktesystem | Punktesystem | Punktesystem | Punktesystem |
| Platzierung  | 1            | 2            | 3            | 4            | 5            | 6            | 7            | 8            | 9            | 10           |
| ------------ | ------------ | ------------ | ------------ | ------------ | ------------ | ------------ | ------------ | ------------ | ------------ | ------------ |
| Punkte       | 12           | 10           | 8            | 7            | 6            | 5            | 4            | 3            | 2            | 1            |

## Meister
| Deutsche Rundstrecken-Meisterschaft für Tourenwagen (DRMfT) | Deutsche Rundstrecken-Meisterschaft für Tourenwagen (DRMfT) | Deutsche Rundstrecken-Meisterschaft für Tourenwagen (DRMfT) | Deutsche Rundstrecken-Meisterschaft für Tourenwagen (DRMfT) | Deutsche Rundstrecken-Meisterschaft für Tourenwagen (DRMfT) |
| Jahr                                                        | Fahrer                                                      | Team                                                        | Fahrzeug                                                    | Gruppe                                                      |
| ----------------------------------------------------------- | ----------------------------------------------------------- | ----------------------------------------------------------- | ----------------------------------------------------------- | ----------------------------------------------------------- |
| 1960                                                        | Egon Evertz                                                 | Egon Evertz                                                 | Auto Union 1000                                             | < 1000 cm³                                                  |
| 1961                                                        | Walter Schneider                                            | BMW                                                         | BMW 700                                                     | < 700 cm³                                                   |
| 1961                                                        | Peter Lindner                                               | Autohaus Peter Lindner                                      | Jaguar Mk. II 3.8                                           | > 2500 cm³                                                  |
| 1962                                                        | Josef Maassen                                               | Josef Maassen                                               | Volvo PV544                                                 | < 1600 cm³                                                  |
| 1963                                                        | Hans Braun                                                  | Hans Braun                                                  | Alfa Romeo Giulia                                           | < 1600 cm³                                                  |
| 1963                                                        | Peter Nöcker                                                | Autohaus Peter Nöcker                                       | Jaguar Mk. II 3.8                                           | > 2500 cm³                                                  |
| 1964                                                        | Hubert Hahne                                                | BMW                                                         | BMW 1800 TI                                                 | < 2000 cm³                                                  |
| 1965                                                        | Gerhard Bodmer                                              | Glas                                                        | Glas 1204 TS                                                | < 1300 cm³                                                  |
| 1965                                                        | Manfred Schiek                                              | Manfred Schiek                                              | Mercedes 300 SE                                             | > 2500 cm³                                                  |
| 1966                                                        | Herbert Schultze                                            | Herbert Schultze                                            | Alfa Romeo GTA                                              | < 1600 cm³                                                  |
| 1966                                                        | Josef Schnitzer                                             | Schnitzer                                                   | BMW 1800 TI                                                 | < 2000 cm³                                                  |
| Deutsche Automobil-Rundstrecken-Meisterschaft (DARM)        |                                                             |                                                             |                                                             |                                                             |
| Jahr                                                        | Fahrer                                                      | Team                                                        | Fahrzeug                                                    | Gruppe                                                      |
| 1967                                                        | Herbert Schultze                                            | Herbert Schultze                                            | Alfa Romeo GTA                                              | < 1600 cm³                                                  |
| 1968                                                        | Herbert Schultze                                            | Herbert Schultze                                            | Alfa Romeo GTA                                              | < 1600 cm³                                                  |
| 1969                                                        | Dieter Glemser                                              | Ford                                                        | Ford Escort TwinCam                                         | < 1600 cm³                                                  |
| 1970                                                        | Dieter Hegels                                               | Alpina                                                      | BMW 1602                                                    | < 1600 cm³                                                  |
| 1971                                                        | Jochen Mass                                                 | Ford                                                        | Ford Capri                                                  | > 2000 cm³                                                  |